# مرکز بررسی ریزسیاره‌ها
مرکز بررسی ریزسیاره‌ها (به انگلیسی: Minor Planet Center MPC)، سازمان رسمی و سراسری جهانی مسئول جمع‌آوری داده‌های مشاهده‌ای برای ریزسیاره‌ها مانند سیارک‌ها و دنباله‌دارها، محاسبهٔ مدار آن‌ها، و انتشار این اطلاعات از طریق بخشنامه و دیگر نشریه‌های مرکز بررسی ریزسیاره‌ها است. تحت نظارت اتحادیهٔ بین‌المللی اخترشناسی (IAU)، فعالیت‌های این مرکز در رصدخانه اخترفیزیک اسمیتسونین، که بخشی از مرکز اخترفیزیک هاروارد-اسمیتسونین است همراه با رصدخانه کالج هاروارد تنجام می‌شود.
ام پی سی همچنین به صورت رایگان چند سرویس خدماتی را از راه سایت اینترنتی برای ناظران رصدگر و کمک به آنها در مشاهدهٔ سیارک‌ها و دنباله‌دارها ارائه می‌کند.
کاتالوگ کامل از مدار سیاره‌های خرد؛ (که گاهی اوقات به عنوان «کاتالوگ ریزسیاره» نامیده می‌شود)، نیز ممکن است به صورت رایگان از راه اینترنت دریافت شود. علاوه بر داده‌های اخترسنجی، ام پی سی منحنی نورسنجی نور سیاره‌های کوچک را جمع‌آوری می‌کند. یکی از کارهای کلیدی ام پی سی، کمک به ناظران در هماهنگ کردنِ رصدهای پیگیرانه برای جِرم‌های محتمل نزدیک به زمین (NEOها) است که از طریق فرم وب و وبلاگ ان‌ای‌اُ صورت می‌گیرد. ام پی سی همچنین مسئول شناسایی ان‌ای‌اُهای جدید محتمل به خطرِ تأثیرگذاری بر زمین، و هشدار دادن در آن مورد در ظرف چند هفته است. (اجرام بالقوه خطرناک و فیلم‌ها را در بخش «پیوند به بیرون» این مقاله ببینید).

## ویدیوها
- Asteroid Hazards, Part 1: What Makes an Asteroid a Hazard? در یوتیوب (min. 6:04)
- Asteroid Hazards, Part 2: The Challenge of Detection در یوتیوب (min. 7:14)
- Asteroid Hazards, Part 3: Finding the Path در یوتیوب (min. 5:38)

1. ↑  http://minorplanetcenter.net/NEOCPblog/ ^ "NEOCP Blog". Minor Planet Center. Retrieved April 2016.